# Soulive
Soulive is een Amerikaanse hiphop-/funk-/dance-/rockgroep. De groep is vooral geïnspireerd door jazz- en soulmuziek uit de jaren 60 en 70, en is opgericht in 1999. De leden van de groep zijn Alan Evans (1975 in Buffalo, New York), drums, Neal Evans (geboren in 1977 in Buffalo, New York), Hammond B3 orgel, keyboard bass en clavinet en Eric Krasno (geboren in 1977 in Florida), gitaar. De groep werkt geregeld met gastmuzikanten.

## Geschiedenis
De gebroeders Evans speelden in de jaren negentig in de Northeastern jamband Moon Boot Lover. Ze richtten de hiphopband The Elements op, hoewel dit bandje snel werd opgeheven, want ze wilden beiden in een jazzband. Op 2 maart 1999 nodigden de broers gitarist Eric Krasno uit om in hun eigen studio in Woodstock, New York mee te spelen. Door een jamsessie kwam hun eerste cd, Get Down!, uit, dit gebeurde door Velours Records. Daarna begonnen ze te toeren en werd tijdens de zomer hun eerste cd Turn It Out opgenomen. Op deze cd werkten veel gastmuzikanten mee, onder anderen John Scofield, Oteil Burbridge en Sam Kininger.
In het najaar van 2000 tekenden ze een contract bij platenlabel Blue Note Records, Doin 'Something was de eerste cd die bij dit label werd uitgebracht, Fred Wesley, die trombonist was in de band van James Brown, speelde mee op deze cd. In de komende jaren speelden ze in het voorprogramma van onder anderen The Rolling Stones en Dave Matthews. In 2002 kwam Next In uit en in 2003 kwamen Soulive (live cd) en een cd met een verzameling remixes genaamd Turn Out The Remixed uit. In 2005 tekenden ze een contract bij jazzlabel Concord Records. Op dit label kwam als eerste de cd Break Out uit waar Chaka Khan, Ivan Neville (van the Neville Brothers), Corey Glover en Robert Randolph op te horen waren. In 2007 kwam de cd No Place Like Soul uit en werd de reggae-/soulartiest Toussain uitgenodigd om mee te toeren.
Op de cd Up Here uit 2009 speelden de gastmuzikanten Nigel Hall (zang), Ryan Zoidis (tenor en baritonsaxofoon), The Shady Horns en Sam Kininger (altsaxofoon) mee. Bij de cd behoorde een bonus-dvd, waar sessies van het concert in The Blue Note in Tokio uit het jaar 2008 te zien waren. De dvd werd als cadeau gegeven, omdat de groep tien jaar bestond. De cd bevatte vooral jazznummers.

## Leden

### Alan Evans
Drummer Alan Evans begon met spelen zodra hij drumstokken kon vasthouden, geholpen door zijn vader die amateurdrummer en gymleraar op een middelbare school was. Zijn vader hield van allerlei soorten muziek, van jazz tot klassiek en opera. Alan begon in een fanfare te spelen en toen hij wat ouder was speelde hij samen met zijn broer in verschillende groepen in Buffalo. Het was Alan die het idee kreeg om de groep Soulive op te richten.

### Neal Evans
De jongere broer van Alan en toetsenist van de band deed een muziekopleiding op de Manhattan School of Music in New York, eerst als drummer later specialiseerde hij zich op het hammondorgel.

### Eric Krasno
Gitarist Eric Krasno begon op zijn veertiende jaar met het volgen van de zomerlessen op de Berklee music school in Boston. Hij speelde mee met de band Lettuce, die erg bekend was in de regio van Boston. Daarna richtte hij nog een eigen band op voordat hij bij Soulive ging spelen.
Eric begon al van jongs af aan met het spelen op zijn gitaar. Veel van zijn vrije tijd speelde Eric op zijn gitaar. Voor en na school zat hij op zijn kamer, alleen of met vrienden te jammen. In New Canaan (Connecticut) groeide Eric op tot een zeer talentvolle gitarist!!

### Sam Kininger
Kininger is de saxofonist die op bijna iedere cd te horen is als sessiemuzikant. Hij werd geboren in New York en begon met saxofoonlessen op tienjarige leeftijd. Toen hij zestien was speelde hij bij het New York Symphony Orchestra. Hij kreeg les op de Berkelee music school in Boston, waar hij Krasno tegenkwam. Krasno bracht Kininger in contact met de gebroeders Evans.

## Discografie

### Albums (inclusief livealbums)
| Album met eventuele hitnotering(en) in de Nederlandse Album Top 100 | Datum van verschijnen | Datum van binnenkomst | Hoogste positie | Aantal weken | Opmerkingen               |
| ------------------------------------------------------------------- | --------------------- | --------------------- | --------------- | ------------ | ------------------------- |
| Get Down!                                                           | 1999                  | -                     |                 |              | Velour Recordings         |
| Turn It Out                                                         | 1999                  | -                     |                 |              | Velour Recordings         |
| 08-04-99 - Knitting Factory - NY, NY                                | 1999                  | -                     |                 |              | Velour Recordings         |
| Doin' Something                                                     | 2001                  | -                     |                 |              | Blue Note                 |
| 04-18-01 - House of Blues - Chicago, IL                             | 2001                  | -                     |                 |              | Blue Note                 |
| Next                                                                | 2002                  | -                     |                 |              | Blue Note                 |
| Soulive (Live)                                                      | 2003                  | -                     |                 |              | Blue Note / livealbum     |
| Turn It Out Remixed                                                 | 2003                  | -                     |                 |              | Velour Recordings         |
| Live In NYC (July 2004) Vol. 2                                      | 2004                  | -                     |                 |              | Velour Recordings         |
| Steady Groovin'                                                     | 2005                  | -                     |                 |              | Blue Note / Verzamelalbum |
| Remixed'                                                            | 2005                  | -                     |                 |              | Blue Note /               |
| Live in NYC (July 2004) Vol. 5                                      | 2005                  | -                     |                 |              | Blue Note /               |
| Live in NYC (July 2004) Vol. 1                                      | 2005                  | -                     |                 |              | Blue Note /               |
| Break Out                                                           | 2005                  | -                     |                 |              | Concord                   |
| No Place Like Soul                                                  | 2007                  | -                     |                 |              | Stax Records              |
| Live at Lollapalooza 2007                                           | 2007                  | -                     |                 |              | Stax Records              |
| Up Here                                                             | 2009                  | -                     |                 |              | Royal Family Records      |